# Бойшув
Бойшув (пол. Bojszów) — село в Польщі, у гміні Рудзінець Гливицького повіту Сілезького воєводства.
Населення — 961 особа (2011).
У 1975—1998 роках село належало до Катовицького воєводства.

## Демографія
Демографічна структура станом на 31 березня 2011 року:
|          | Загалом | Допрацездатний вік | Працездатний вік | Постпрацездатний вік |
| -------- | ------- | ------------------ | ---------------- | -------------------- |
| Чоловіки | 461     | 82                 | 324              | 55                   |
| Жінки    | 500     | 94                 | 312              | 94                   |
| Разом    | 961     | 176                | 636              | 149                  |